# Lo spaccone vagabondo
Lo spaccone vagabondo (The Fireball) è un film del 1950 diretto da Tay Garnett.
È un film drammatico statunitense con protagonista Mickey Rooney. Nel film appare in un ruolo minore una giovane Marilyn Monroe.

## Trama
Johnny è un orfano, ricoverato presso l'orfanotrofio gestito da padre O'Hara. Scappato dall'edificio, viene aiutato da Mary a diventare un famoso e ricco pattinatore.
Invaghitosi di Polly, che lo ama solo per il successo, dimentica il vero amore, che può essergli dato solo da Mary. Colto da crisi personali, Johnny viene colpito dalla poliomielite che mina il suo successo sportivo.